# Jon Kyl
Jon Llewellyn Kyl (født 25. april 1942 i Oakland, Nebraska) er en amerikansk politiker. Han var senator og repræsenterer Arizona fra 1995 til 2013 og Det republikanske parti. Han var medlem af Repræsentanternes hus fra 1987 til 1995, da han blev indvalgt i Senatet.
I april 2006 blev Kyl kåret til en af "Amerikas ti bedste senatorer" af Time Magazine.
Han er uddannet advokat.